# IC 690
IC 690 је спирална галаксија у сазвјежђу Пехар која се налази на листи објеката дубоког неба у Индекс каталогу.
Деклинација објекта је - 8° 20' 29" а ректасцензија 11h 24m 20,5s. Привидна величина (магнитуда) објекта IC 690 износи 14,6 а фотографска магнитуда 15,4. IC 690 је још познат и под ознакама NPM1G -08.0343, PGC 170138.